# فيلغورت (كومي)
فيلغورت (بالروسية: Выльгорт) هي مدينة في جمهورية كومي في روسيا.
يبلغ عدد سكانها حوالي 9704  نسمة.